# Lukáš Vašina
Lukáš Vašina (ur. 6 lipca 1999 w Uście nad Orlicą) – czeski siatkarz, grający na pozycji przyjmującego, reprezentant Czech. 
Pierwsze kroki siatkarskie stawiał pod okiem swojego ojca Lubomíra Vašina w mieście Česká Třebová. Kolejną drużyną w jego karierze została VK Ostrava, gdzie grał do 2018 roku. W latach 2018–2022 reprezentował barwy klubu VK ČEZ Karlovarsko. W sezonie 2022/2023 był zawodnikiem PGE Skry Bełchatów.
W wywiadzie udzielonym po wygraniu Mistrzostw Świata Kadetów podkreślił, że chciałby w przyszłości zagrać w Jastrzębskim Węglu.
Rodzina żony jego brata pochodzi z Polski oraz jego brat jest menadżerem w Polsce dla czeskiej firmy.

## Sukcesy klubowe
Mistrzostwo Czech:
- 2021[6], 2022[7]

Superpuchar Czech:
- 2021

Puchar CEV:
- 2025[8]

## Sukcesy reprezentacyjne
Mistrzostwa Europy Kadetów:
- 2017[9]

Mistrzostwa Europy Juniorów:
- 2018

Złota Liga Europejska:
- 2025[10]
- 2024[11]